# بسجوت
بسجوت (بالعبرية: פְּסָגוֹת) هي مستوطنة إسرائيلية في الضفة الغربية و تقع إلى الشمال من القدس على تل طويل ومجاور تماما لمدينتي رام الله والبيرة حيث أوقف توسع مدينة البيرة من الجهة الشرقية ، أنشئت في عام 1981، وهي تدار من قبل المجلس الإقليمي لبنيامين وفي عام 2008 كان عدد سكانها 1،623 ، ويعتبر المجتمع الدولي المستوطنات الإسرائيلية في الضفة الغربية غير قانونية بموجب القانون الدولي .